# یژی کرچمار
یژی کرچمار (لهستانی: Jerzy Kreczmar؛ ‏ ۹ اکتبر ۱۹۰۲–۲۴ فوریه ۱۹۸۵) بازیگر، کارگردان نمایش، پژوهشگر و جستارنویس تئاتر اهل لهستان بود. وی دانش‌آموختهٔ آکادمی ملی هنرهای نمایشی الکساندر زلوروویچ در ورشو بود و مابین سال‌های ۱۹۳۷ تا ۱۹۸۳ فعالیت داشت و برندهٔ جوایزی همچون نشان افتخار تولد لهستان و نشان دهمین سالگرد خلق لهستان شد.
از فیلم‌هایی که وی در آن‌ها نقش داشته‌است، می‌توان به کوه‌ها در تاریکی اشاره نمود.